# كريس ديف
كريس ديف (بالإنجليزية: Chris Dave)‏ هو طبال وموسيقي أمريكي، ولد في 8 نوفمبر 1968 في هيوستن في الولايات المتحدة.

## وصلات خارجية
- الموقع الرسمي
- كريس ديف على موقع ميوزك برينز (الإنجليزية)
- كريس ديف على موقع أول ميوزيك (الإنجليزية)
- كريس ديف على موقع ديسكوغز (الإنجليزية)
- كريس ديف على موقع ديسكوغز (الإنجليزية)